# حركة حقوق الآباء في إيطاليا

رمز الذكورة.

تتألف حركة حقوق الآباء (وهي حركة تكرس جهودها لتحقيق المساواة في حقوق حضانة الأطفال) في إيطاليا من عدد من جماعات الضغط المختلفة، التي تتنوع ما بين الجمعيات الخيرية (التي تُعرَف باسم المنظمات غير الهادفة للربح من المنفعة الاجتماعية، أو ONLUS، في القانون الإيطالي)، وجمعيات التنمية الذاتية، ونشطاء العصيان المدني الذين بدأت شعبيتهم تتزايد في عام 2003.
ويمكن تتبع أصول هذه الحركة إلى عام 1984 عندما تأسست جمعية "Papa' Separati" في منطقة إيمليا. وعلى المستوى المحلي، قضى الكثير من النشطاء قدرًا كبيرًا من وقتهم في تقديم الدعم للآباء المنفصلين حديثًا، والذين يعاني أغلبهم من إضرابات شديدة. وبالرغم من اتهام بعض المعلقين وواضعي القوانين لهذه الجمعيات بالتمييز على أساس الجنس، تنظم هذه الجمعيات أيضًا حملات لتحسين معاملة الأمهات المُستبعَدات، والسيدات المتزوجات من رجال آخرين، وأزواج الأمهات وزوجات الآباء، والأجداد ممن يعانون من التمييز فيما يتعلق بحضانة و/أو زيارة أطفالهم أو أحفادهم.
وأهم الجمعيات الخيرية في إيطاليا التي شكّلت اتحادًا اسمه Fe.N.Bi وحركة ناشطة اسمها Armata dei padri هي:
- Papa' Separati (بابا سيباراتي)
- Figli Negati (فيجلي نيجاتي)
- FenBi (فينبي)
- Welcome back Father (مرحبًا بعودة الآباء)[3]